# Campeonato Mundial de Futebol Sub-17 de 1991
O Campeonato Mundial de Futebol Sub-17 de 1991 foi disputado na Itália entre 16 e 31 de agosto. Esta foi a quarta edição da competição, a primeira realizada para jogadores de até 17 anos de idade, e ganha por Gana.

## Selecções
| CAF (África) - Congo - Gana - Sudão AFC (Ásia) - China - Catar - Emirados Árabes Unidos | UEFA (Europa) - Alemanha - Espanha CONCACAF (América do Norte, Central e Caribe) - Cuba - México - Estados Unidos | CONMEBOL (América do Sul) - Argentina - Brasil - Uruguai OFC (Oceânia) - Austrália País anfitrião - Itália |

## Árbitros
| AFC (Ásia) - Omar Al-Mohanna - Lechmanasamy Kathirveloo - Nizar Watti CAF (África) - Sylvain Abikanlou - Rachid Ben Khadija - Lim Kee Chong | CONCACAF (América do Norte, Central e Caribe) - Errol Forbes - Miguel Angel Salas - Arlington Success CONMEBOL (América do Sul) - Juan Bava - Sabino Cespedes - Jorge Orellano - Ulisses Tavares da Silva | UEFA (Europa) - Angelo Amendolia - Fabio Baldas - Jan Damgaard - Philippe Leduc - Leif Sundell - Mario van der Ende OFC (Oceânia) - Ronald Gallon |

## Fase de grupos

### Grupo A
| Selecção       | Pts | J | V | E | D | GM | GS | +/- |
| -------------- | --- | - | - | - | - | -- | -- | --- |
| Estados Unidos | 6   | 3 | 3 | 0 | 0 | 5  | 1  | 4   |
| Argentina      | 3   | 3 | 1 | 1 | 1 | 2  | 2  | 0   |
| Itália         | 2   | 3 | 0 | 2 | 1 | 2  | 3  | −1  |
| China          | 1   | 3 | 0 | 1 | 2 | 4  | 7  | −3  |

| 16 de Agosto de 1991 | Itália | 0–1       | Estados Unidos | Montecatini                                      |
| 18:00                |        | Relatório | Dunne 18'      | Público: 3,200 Árbitro: Ulisses Tavares da Silva |

| 17 de Agosto de 1991 | China       | 1–2       | Argentina                       | Viareggio                          |
| 21:00                | Gao Fei 58' | Relatório | Verón 50' Castellani 77' (g.p.) | Público: 350 Árbitro: Leif Sundell |

| 20 de Agosto de 1991 | Itália                    | 2–2       | China                     | Viareggio                                           |
| 18:00                | Del Piero 30' Giraldi 67' | Relatório | Yu Liang 14' Yu Huang 73' | Público: 1,200 Árbitro: Miguel Angel Salas Castillo |

| 20 de Agosto de 1991 | Estados Unidos | 1–0       | Argentina | Viareggio                                  |
| 20:00                | McKeon 23'     | Relatório |           | Público: 1,200 Árbitro: Rachid Ben Khedija |

| 22 de Agosto de 1991 | Itália | 0–0       | Argentina | Viareggio                              |
| 18:00                |        | Relatório |           | Público: 2,000 Árbitro: Philippe Leduc |

| 22 de Agosto de 1991 | Estados Unidos                    | 3–1       | China       | Viareggio                           |
| 20:00                | Beachum 6' Montoya 37' McKeon 71' | Relatório | Gao Fei 32' | Público: 2,000 Árbitro: Nizar Watti |

### Grupo B
| Selecção  | Pts | J | V | E | D | GM | GS | +/- |
| --------- | --- | - | - | - | - | -- | -- | --- |
| Austrália | 4   | 3 | 2 | 0 | 1 | 6  | 4  | 2   |
| Catar     | 3   | 3 | 1 | 1 | 1 | 1  | 1  | 0   |
| Congo     | 3   | 3 | 1 | 1 | 1 | 2  | 3  | −1  |
| México    | 2   | 3 | 1 | 0 | 2 | 5  | 6  | −1  |

| 17 de Agosto de 1991 | Congo | 0–0       | Catar | Carrara                                            |
| 21:00                |       | Relatório |       | Público: 600 Árbitro: Jorge Osvaldo Orellana Vimos |

| 18 de Agosto de 1991 | Austrália                            | 4–3       | México                      | Carrara                             |
| 21:00                | Agostino 5', 28', 29' Kiratzoglu 17' | Relatório | Garza 25' Toledano 69', 74' | Público: 500 Árbitro: Lim Kee Chong |

| 20 de Agosto de 1991 | Congo | 0–2       | Austrália                 | Carrara                                         |
| 19:00                |       | Relatório | Healey 63' Kiratzoglu 74' | Público: 200 Árbitro: Letchmanasamy Kathirveloo |

| 20 de Agosto de 1991 | Catar | 0–1       | México      | Carrara                                      |
| 21:00                |       | Relatório | Toledano 5' | Público: 200 Árbitro: Sabino Farina Cespedes |

| 22 de Agosto de 1991 | Congo                   | 2–1       | México     | Carrara                                  |
| 19:00                | Kibiti 17' Tchicaya 31' | Relatório | García 71' | Público: 400 Árbitro: Mario van der Ende |

| 22 de Agosto de 1991 | Catar         | 1–0       | Austrália | Carrara                         |
| 21:00                | Al Tamimi 76' | Relatório |           | Público: 400 Árbitro: Juan Bava |

### Grupo C
| Selecção               | Pts | J | V | E | D | GM | GS | +/- |
| ---------------------- | --- | - | - | - | - | -- | -- | --- |
| Brasil                 | 6   | 3 | 3 | 0 | 0 | 7  | 0  | 7   |
| Alemanha               | 3   | 3 | 1 | 1 | 1 | 5  | 5  | 0   |
| Sudão                  | 2   | 3 | 1 | 0 | 2 | 5  | 5  | 0   |
| Emirados Árabes Unidos | 1   | 3 | 0 | 1 | 2 | 3  | 10 | −7  |

| 17 de Agosto de 1991 | Sudão                                         | 4–1       | Emirados Árabes Unidos | Massa                                   |
| 21:00                | Saeed 34' Hussein 36' Ahmed 37' Elmustafa 47' | Relatório | Mohamed 59'            | Público: 250 Árbitro: Arlington Success |

| 18 de Agosto de 1991 | Alemanha | 0–2       | Brasil                | Massa                              |
| 19:00                |          | Relatório | Argel 18' Adriano 39' | Público: 800 Árbitro: Fabio Baldas |

| 20 de Agosto de 1991 | Sudão     | 1–3       | Alemanha                  | Massa                                  |
| 19:00                | Ahmed 78' | Relatório | Sarna 48' Jaekel 62', 75' | Público: 200 Árbitro: Angelo Amendolia |

| 20 de Agosto de 1991 | Emirados Árabes Unidos | 0–4       | Brasil                            | Massa                              |
| 21:00                |                        | Relatório | Yan 20' Nene 26' Adriano 58', 62' | Público: 200 Árbitro: Jan Damgaard |

| 22 de Agosto de 1991 | Sudão | 0–1       | Brasil      | Massa                                  |
| 19:00                |       | Relatório | Adriano 73' | Público: 500 Árbitro: Angelo Amendolia |

| 22 de Agosto de 1991 | Emirados Árabes Unidos             | 2–2       | Alemanha          | Massa                                              |
| 21:00                | Abdulrahman 12' (g.p.) Ibrahim 44' | Relatório | Lutz 8' Sarna 51' | Público: 500 Árbitro: Jorge Osvaldo Orellana Vimos |

### Grupo D
| Selecção | Pts | J | V | E | D | GM | GS | +/- |
| -------- | --- | - | - | - | - | -- | -- | --- |
| Espanha  | 5   | 3 | 2 | 1 | 0 | 9  | 3  | 6   |
| Gana     | 5   | 3 | 2 | 1 | 0 | 5  | 2  | 3   |
| Uruguai  | 2   | 3 | 1 | 0 | 2 | 1  | 3  | −2  |
| Cuba     | 0   | 3 | 0 | 0 | 3 | 3  | 10 | −7  |

| 17 de Agosto de 1991 | Gana                   | 2–1       | Cuba        | Livorno                                 |
| 21:00                | Lamptey 8', 51' (g.p.) | Relatório | Sánchez 26' | Público: 1,500 Árbitro: Omar Al Mehanna |

| 18 de Agosto de 1991 | Uruguai | 0–1       | Espanha  | Livorno                             |
| 21:00                |         | Relatório | Dani 64' | Público: 1,400 Árbitro: Nizar Watti |

| 20 de Agosto de 1991 | Gana                  | 2–0       | Uruguai | Livorno                              |
| 19:00                | Gargo 36' Lamptey 52' | Relatório |         | Público: 1,300 Árbitro: Errol Forbes |

| 20 de Agosto de 1991 | Cuba                     | 2–7       | Espanha                                                                                            | Livorno                              |
| 21:00                | Marten 56' Casamayor 66' | Relatório | Toni Robaina 5', 23' Emilio Carrasco 13' Murgui 43' Pedro Velasco 52' César Palacios 58' Ramón 74' | Público: 1,300 Árbitro: Fabio Baldas |

| 22 de Agosto de 1991 | Gana      | 1–1       | Espanha         | Livorno                                          |
| 19:00                | Opoku 42' | Relatório | Pepe Gálvez 62' | Público: 1,300 Árbitro: Ulisses Tavares da Silva |

| 22 de Agosto de 1991 | Cuba | 0–1       | Uruguai   | Livorno                               |
| 21:00                |      | Relatório | López 72' | Público: 1,300 Árbitro: Lim Kee Chong |

## Fases finais
|  | Quartas de final           | Quartas de final     |                          |                  | Semifinais     | Semifinais     |  |  | Final                      | Final |
|  |                            |                      |                          |                  |                |                |  |  |                            |       |
|  | 25 de Agosto - Montecatini |                      |                          |                  |                |                |  |  |                            |       |
|  |                            |                      |                          |                  |                |                |  |  |                            |       |
|  | Estados Unidos             | 1 (4)                |                          |                  |                |                |  |  |                            |       |
|  | Estados Unidos             | 1 (4)                | 28 de Agosto - Viareggio |                  |                |                |  |  |                            |       |
|  | Catar (g.p.)               | 1 (5)                |                          |                  |                |                |  |  |                            |       |
|  | Catar (g.p.)               | 1 (5)                | Catar                    | 0 (2)            |                |                |  |  |                            |       |
|  | 25 de Agosto - Carrara     |                      | Catar                    | 0 (2)            |                |                |  |  |                            |       |
|  |                            | Gana (g.p.)          | 0 (4)                    |                  |                |                |  |  |                            |       |
|  | Brasil                     | Gana (g.p.)          | 0 (4)                    | 1                |                |                |  |  |                            |       |
|  | Brasil                     |                      | 31 de Agosto - Florença  | 1                |                |                |  |  |                            |       |
|  | Gana                       | 2                    |                          |                  |                |                |  |  |                            |       |
|  | Gana                       | 2                    | Gana                     | 1                |                |                |  |  |                            |       |
|  | 25 de Agosto - Viareggio   |                      | Gana                     | 1                |                |                |  |  |                            |       |
|  |                            | Espanha              | 0                        |                  |                |                |  |  |                            |       |
|  | Austrália                  | Espanha              | 0                        | 1                |                |                |  |  |                            |       |
|  | Austrália                  | 28 de Agosto - Massa |                          | 1                |                |                |  |  |                            |       |
|  | Argentina                  | 2                    |                          |                  |                |                |  |  |                            |       |
|  | Argentina                  | 2                    | Argentina                | 0                | Terceiro lugar | Terceiro lugar |  |  |                            |       |
|  | 25 de Agosto - Livorno     |                      | Argentina                | 0                | Terceiro lugar | Terceiro lugar |  |  |                            |       |
|  |                            | Espanha              | 1                        |                  |                |                |  |  |                            |       |
|  | Espanha                    | Espanha              | 1                        | 3                | Catar          | 1 (1)          |  |  |                            |       |
|  | Espanha                    |                      |                          | 3                | Catar          | 1 (1)          |  |  |                            |       |
|  | Alemanha                   | 1                    |                          | Argentina (g.p.) | 1 (4)          |                |  |  |                            |       |
|  | Alemanha                   | 1                    |                          |                  | 1 (4)          |                |  |  |                            |       |
|  |                            |                      |                          |                  |                |                |  |  | 30 de Agosto - Montecatini |       |
|  |                            |                      |                          |                  |                |                |  |  |                            |       |

### Quartos-finais
| 25 de Agosto de 1991 | Estados Unidos | 1–1 (a.p.) (4–5 g.p.) | Catar  | Montecatini                                          |
| 18:00                | Kelly 3'       | Relatório             | Bu 14' | Público: 2,000 Árbitro: Jorge Osvaldo Orellana Vimos |

| 25 de Agosto de 1991 | Austrália             | 1–2       | Argentina         | Viareggio                            |
| 21:00                | Azconzobal 75' (p.b.) | Relatório | Comelles 29', 55' | Público: 1,100 Árbitro: Fabio Valdas |

| 25 de Agosto de 1991 | Brasil      | 1–2       | Gana                  | Carrara                              |
| 21:00                | Leandro 42' | Relatório | Lamptey 36' Gargo 58' | Público: 1,200 Árbitro: Leif Sundell |

| 25 de Agosto de 1991 | Espanha                                      | 3–1       | Alemanha   | Livorno                             |
| 21:00                | Murgui 59' Toni Robaina 72' Josemi López 80' | Relatório | Babatz 15' | Público: 1,100 Árbitro: Nizar Watti |

### Semi-finais
| 28 de Agosto de 1991 | Catar | 0–0 (a.p.) (2–4 g.p.) | Gana | Viareggio                            |
| 18:00                |       | Relatório             |      | Público: 1,200 Árbitro: Fabio Baldas |

| 28 de Agosto de 1991 | Argentina | 0–1       | Espanha    | Massa                                |
| 21:00                |           | Relatório | Murgui 22' | Público: 1,100 Árbitro: Jan Damgaard |

### Terceiro lugar
| 30 de Agosto de 1991 | Catar         | 1–1 (a.p.) (1–4 g.p.) | Argentina    | Montecatini                                |
| 18:00                | Al Bedaid 60' | Relatório             | Akselman 80' | Público: 1,500 Árbitro: Mario van der Ende |

### Final
| 31 de Agosto de 1991 | Gana     | 1–0       | Espanha | Florença                             |
| 18:00                | Duah 77' | Relatório |         | Público: 5,000 Árbitro: Leif Sundell |

## Premiações

### Campeões
| Campeão do Mundial Sub-17 da FIFA de 1991 GANA 1º título |

### Individuais
| Bota de Ouro | Bola de Ouro | Fair Play |
| ------------ | ------------ | --------- |
| Adriano      | Nii Lamptey  | Argentina |